# Берёза-Картузская (станция)
Берёза-Картузская (бел. Бяроза-Картузская; до 1903 — Берёза; до 1917 — Погодино) — железнодорожная станция, расположенная в агрогородке Первомайская Березовского района Брестской области Беларуси. Ранее носила название Блудень.
Станция расположена между платформами Берёза-Город и Кабаки.

## Операции, выполняемые на станции
- Приём и выдача повагонных отправок грузов, допускаемых к хранению на открытых площадках станций.
- Приём и выдача грузов повагонными и мелкими отправками, загружаемых целыми вагонами, только на подъездных путях и местах необщего пользования.
- Продажа билетов на все пассажирские поезда. Приём и выдача багажа не производятся.

## История
15 июля 1942 года немецкими оккупантами на станцию было доставлено около 1000 евреев — узников Берёзовского гетто. Часть была расстреляна на месте, а остальные в вагонах отправлены на Бронную гору, где они были убиты.

## Архивные фотоснимки

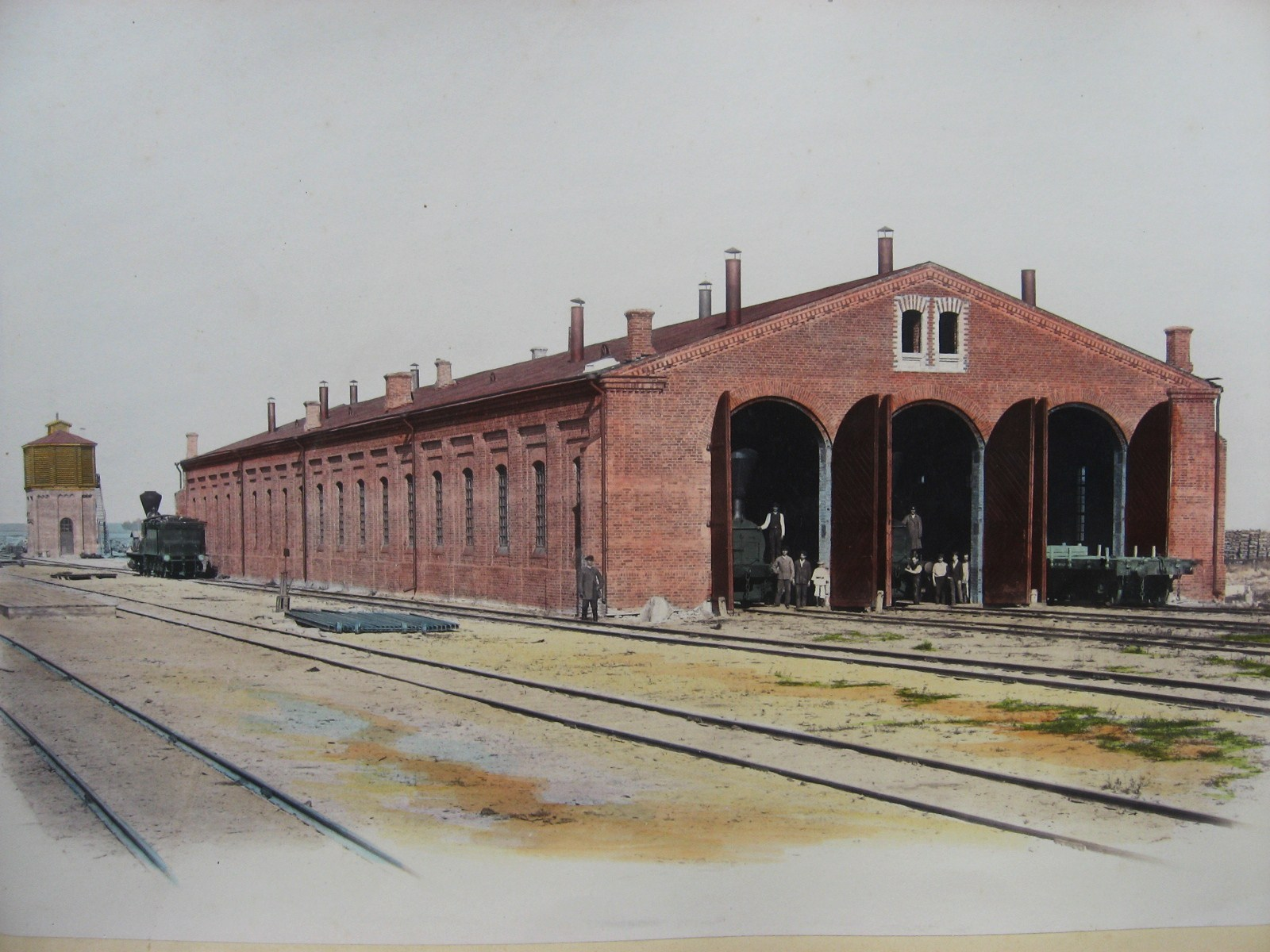
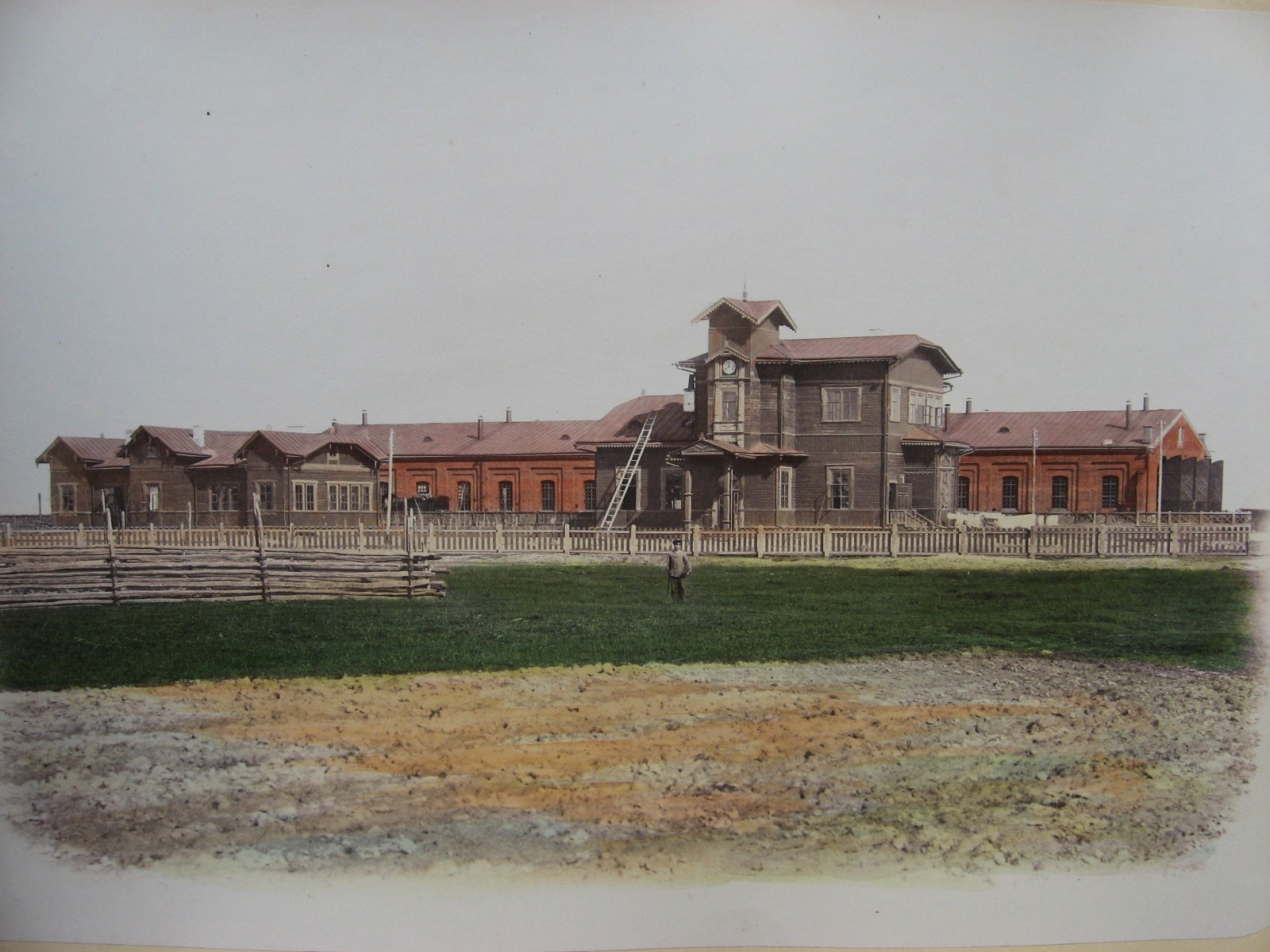
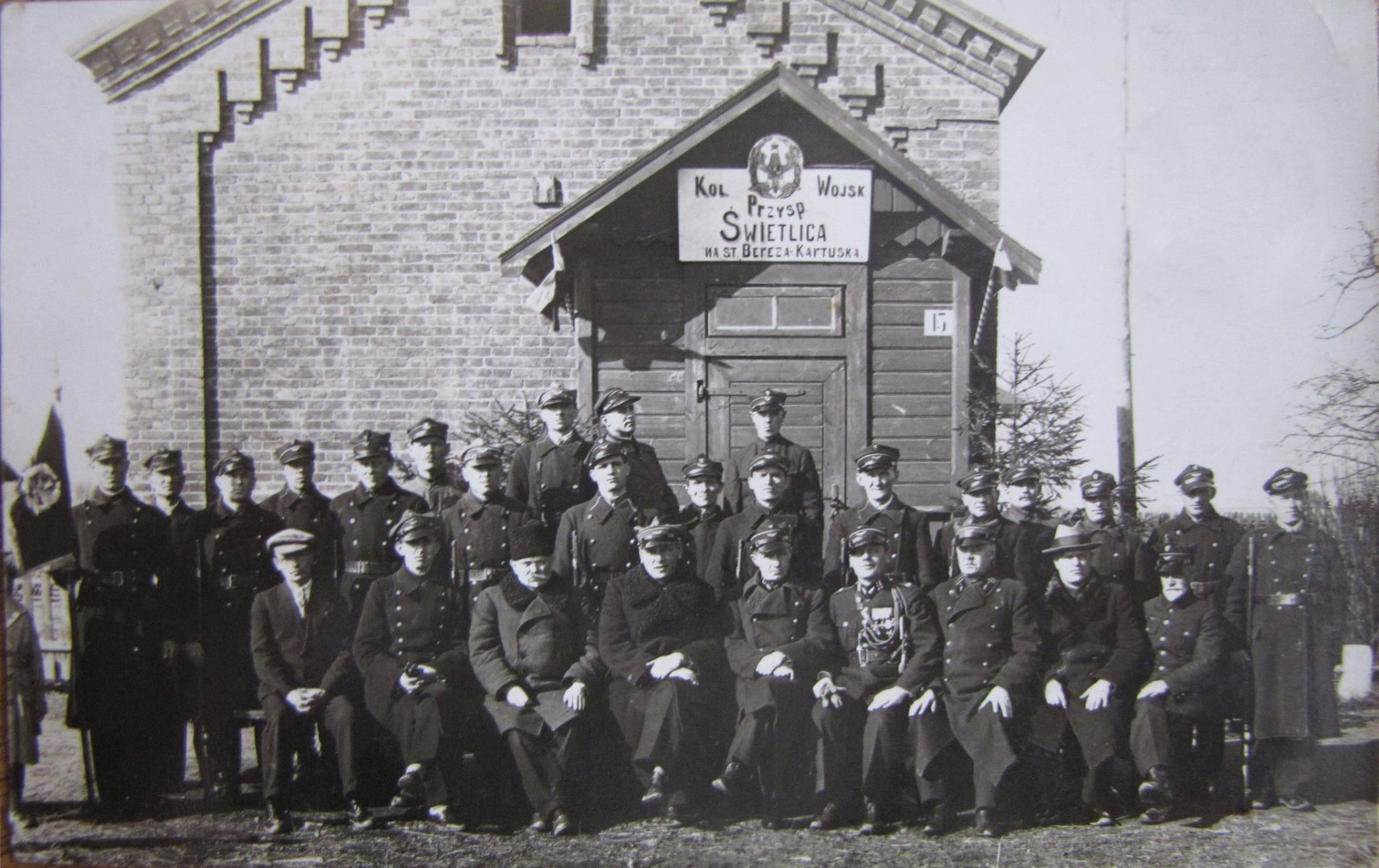

## Достопримечательность
- Памятник В. П. Чкалову.